# Местообитание
Местообитание или хабитат (от латински in inhabitas) е естествената околна среда, в която индивидите от един конкретен вид или популация живеят. За растения се употребява и термина месторастене. Терминът ареал е с подобно значение, който обаче, може да се използва за таксони от всякакъв ранг (вид, род, клас и т.н.); например „ареал на бозайниците“.
Хабитатите на микроорганизмите се определят и като микрохабитати. По този начин се акцентира върху различното им естество – микрохабитати могат да бъдат дори представителите на други видове, например кората на дърветата, червата на човека и др.